# Xangô da Mangueira
Olivério Ferreira, de nome artístico Xangô da Mangueira (Rio de Janeiro, 19 de janeiro de 1923 - Rio de Janeiro, 7 de janeiro de 2009) foi um sambista, cantor e compositor brasileiro.
Xangô da Mangueira iniciou-se no samba na escola de samba União de Rocha Miranda, transferindo-se posteriormente para a Portela, onde foi discípulo do célebre Paulo da Portela. Após a saída de Paulo da escola, no início da década de 1940, Xangô seguiu Paulo por um tempo na Lira do Amor, porém, como também admirava a Mangueira, pediu permissão a seu mestre, sendo por ele indicado a diretoria mangueirense, onde Paulo da Portela também possuía grandes amigos. Na Mangueira, Xangô permaneceu pelo resto da vida, notabilizando-se como diretor de harmonia, cargo que ocupou por várias décadas. Foi também o intérprete oficial do samba da escola até 1951, sendo antecessor de Jamelão. Na década de 1970, gravou quatro LPs pela gravadora Tapecar e desenvolveu extensa atividade artística, apresentando-se como cantor em todo o Brasil e no exterior. Como compositor, teve diversas obras gravadas por cantores como Clara Nunes e Roberto Ribeiro.
Morreu aos 85 anos, no Hospital do Irajá, vítima de problemas cardíacos sendo velado e enterrado no cemitério do Cajú.